# Comté de Buskerud
Le comté de Buskerud (Buskerud fylke en norvégien) est un comté norvégien situé au sud du pays. Il est voisin des comtés de Akershus, Oslo, Innlandet, Vestland, Telemark et Vestfold. Son centre administratif se situe à Drammen.
À la suite de la réforme des comtés de 2017, il est intégré à partir de 2020 dans le comté de Viken avec les comtés d'Akershus et d'Østfold ; finalement, en février 2022, l'assemblée régionale de Viken approuve la demande officielle de dissolution du comté, qui entre en vigueur le 1er janvier 2024.

## Informations générales
Le comté s’étend depuis Hurum, dans l’Oslofjord, jusqu’aux montagnes Halling et à Hardanger. Sa partie occidentale est un plateau montagneux entrecoupé de vallées forestières et de pâtures verdoyantes. À l’est, le relief forme un bassin contenant de nombreux lacs et torrents. Tyrifjorden et Krøderen sont les deux lacs les plus importants. Le Numedalslågen, troisième plus grand fleuve du pays, après avoir pris sa source dans le Hordaland, traverse le Buskerud pour atteindre le Vestfold, où il atteint la mer. 
La région de Ringerike pourrait avoir été autrefois un petit royaume. Au cours du Xe siècle, les rois Olaf Ier et Olaf II furent élevés à Bønsnes, dans la commune de Ringerike. 
Dans la vallée de Numedal, à Kongsberg, des mines d’argent furent exploitées du XVIIe siècle jusqu’en 1957. Une industrie d’armement s’est également développée à Kongsberg à partir de 1814, et plusieurs entreprises de haute-technologie y sont maintenant implantées. 
Aujourd’hui, les principales activités économiques du comté sont l’agriculture, la sylviculture et l’énergie hydroélectrique.

## Communes
Le comté de Buskerud est subdivisé en 21 communes (Kommuner) au niveau local :
- Ål
- Dagali
- Drammen
- Flesberg
- Flå
- Gol
- Hemsedal
- Hol
- Hole
- Hurum
- Kongsberg
- Krødsherad
- Lier
- Modum
- Nedre Eiker
- Nes
- Nore og Uvdal
- Øvre Eiker
- Ringerike
- Rollag
- Røyken
- Sigdal